# Thailandia ai Giochi della XV Olimpiade
La Thailandia ha partecipato ai Giochi della XV Olimpiade, svoltisi ad Helsinki, dal 19 luglio al 3 agosto 1952,  
con una delegazione di 8 atleti impegnati in 1 disciplina,
senza aggiudicarsi medaglie.